# 山鹿線

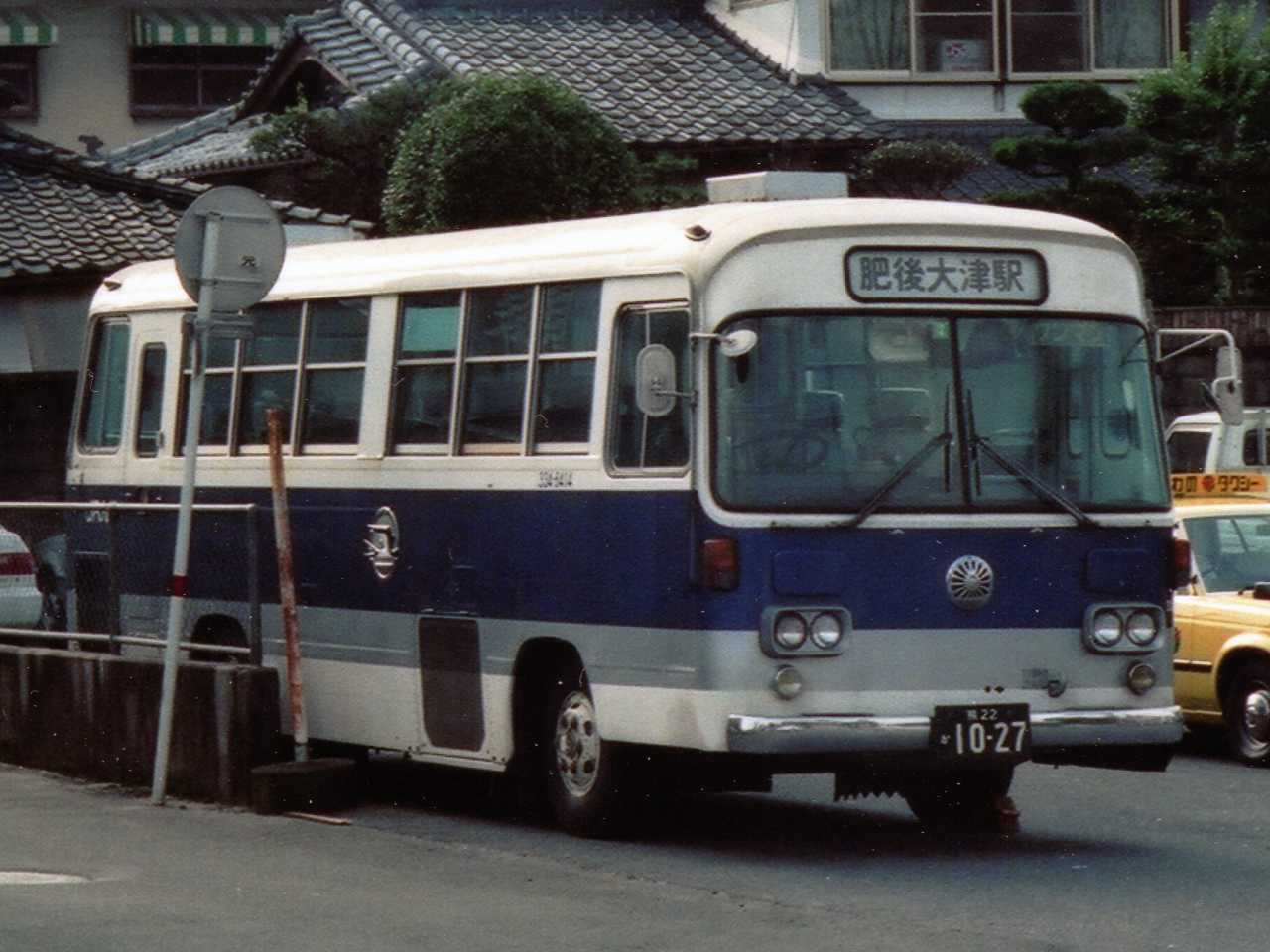
山鹿線の車両（1993年撮影）

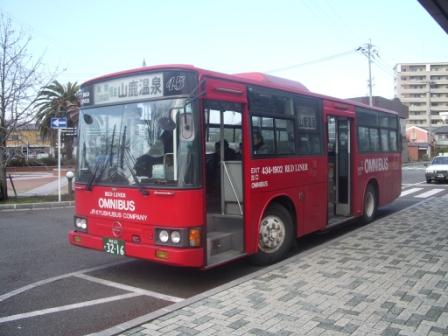
山鹿線の車両（2006年2月撮影）

山鹿線（やまがせん）は、ジェイアール九州バス（山鹿支店）が運行していた路線バスである。福岡県山門郡瀬高町（現・みやま市）の瀬高駅から熊本県山鹿市を経て、熊本県菊池郡大津町の肥後大津駅までを結んでいた。
営業所、車庫は山鹿市（山鹿温泉駅）に所在していた。瀬高駅前にも留置施設があったが、現在は堀川バスが使用している。
熊本県内で現存する唯一のJRバス路線であったが、2006年2月28日に撤退した。
撤退後、産交バス（全線）と熊本電鉄バス（山鹿～大津間）に引き継ぎがれたが、熊本電鉄はのちに撤退したほか一部区間は廃止された（詳細は後述）。

## 運行していた地域
- 福岡県
  - 山門郡（現・みやま市）
    - 瀬高町
    - 山川町
- 熊本県
  - 玉名郡
    - 南関町
    - 三加和町（現・和水町）

  - 山鹿市
  - 菊池市
  - 菊池郡
    - 大津町

## 運行系統
山鹿温泉駅（自動車駅）を境に系統は異なっており、瀬高と肥後大津を通し運行するバスは存在しなかった。
- 瀬高～山鹿温泉間
  - 瀬高駅～山川役場前～下北関（山川町）～南関ターミナル～三加和温泉（昼間帯のみ乗り入れ）～津田下（三加和町、現和水町）～山鹿温泉駅
- 山鹿温泉～肥後大津駅（日置経由）
  - 山鹿温泉駅～日置～農高前～商工学校裏～来民町（山鹿市鹿本町）～水辺プラザかもと（午前9時以降のみ乗り入れ）～菊池温泉口（一部の便のみ菊池温泉に乗り入れる）～伊坂（菊池市旭志）～（平日の一部の便のみ翔陽高校正門前乗り入れ）～肥後大津駅
- 山鹿温泉～肥後大津駅（鹿本高校前経由）
  - 山鹿温泉駅～鹿本高校前～商工学校正門前～農高前（これ以降は日置経由と同じ）

このほか、区間便があった。
- 区間系統
  - 瀬高駅～下北関（平日のみ運行）
  - 南関～山鹿温泉駅
  - 山鹿温泉駅～鹿本高校前～商工学校正門前～商工学校裏～農高前～日置～山鹿温泉駅（平日朝のみ運行）
  - 山鹿温泉駅～日置～農高裏～商工学校裏～農高前～商工学校正門前～鹿本高校前～山鹿温泉駅（平日夕のみ運行）
  - 山鹿温泉駅～鹿本高校前～伊坂（平日のみ運行）
  - 伊坂～肥後大津駅（土曜日のみ運行）

## 車両
国鉄バス時代後期
- 狭隘路線が存在することから、ワンマン化に際し、1970年代後期以降中型車三菱MK115Hが積極的に導入された。1985年の時点では、担当する山鹿自動車営業所の配置車両は全てこの型式で統一されていた[1]。

ジェイアール九州バス撤退時点
- この時点でも、型式は新しいものに置き換えられていたものの路線車は全て三菱製の中型車だった。トップドア車と前中ドア車が半分ずつ在籍していた。路線撤退に伴い、前中ドア車は他支店への転属と熊本電鉄への移籍(登録番号はそのまま)が行われたが、トップドア車は廃車された。

　　　称号　　　メーカー　　　ボディ　扉仕様　　　　　　　廃止後移籍先
　　334-2901　三菱　　　　新呉羽　前中扉　　　-　直方支店　-　福岡中部支店　-　廃車
　　334-2902　三菱　　　　新呉羽　前中扉　　　-　熊本電気鉄道
　　334-2903　三菱　　　　新呉羽　前中扉　　　-　熊本電気鉄道
　　334-2944　三菱　　　　新呉羽　トップドア　-　廃車
　　334-2947　三菱　　　　新呉羽　トップドア　-　廃車
　　334-2948　三菱　　　　新呉羽　トップドア　-　廃車
　　334-2949　三菱　　　　新呉羽　トップドア　-　廃車
　　434-1902　三菱　　　　新呉羽　前中扉　　　-　鹿児島支店　-　福岡中部支店　-　廃車

## 自動車駅
- 山鹿温泉駅
- 菊池温泉口駅

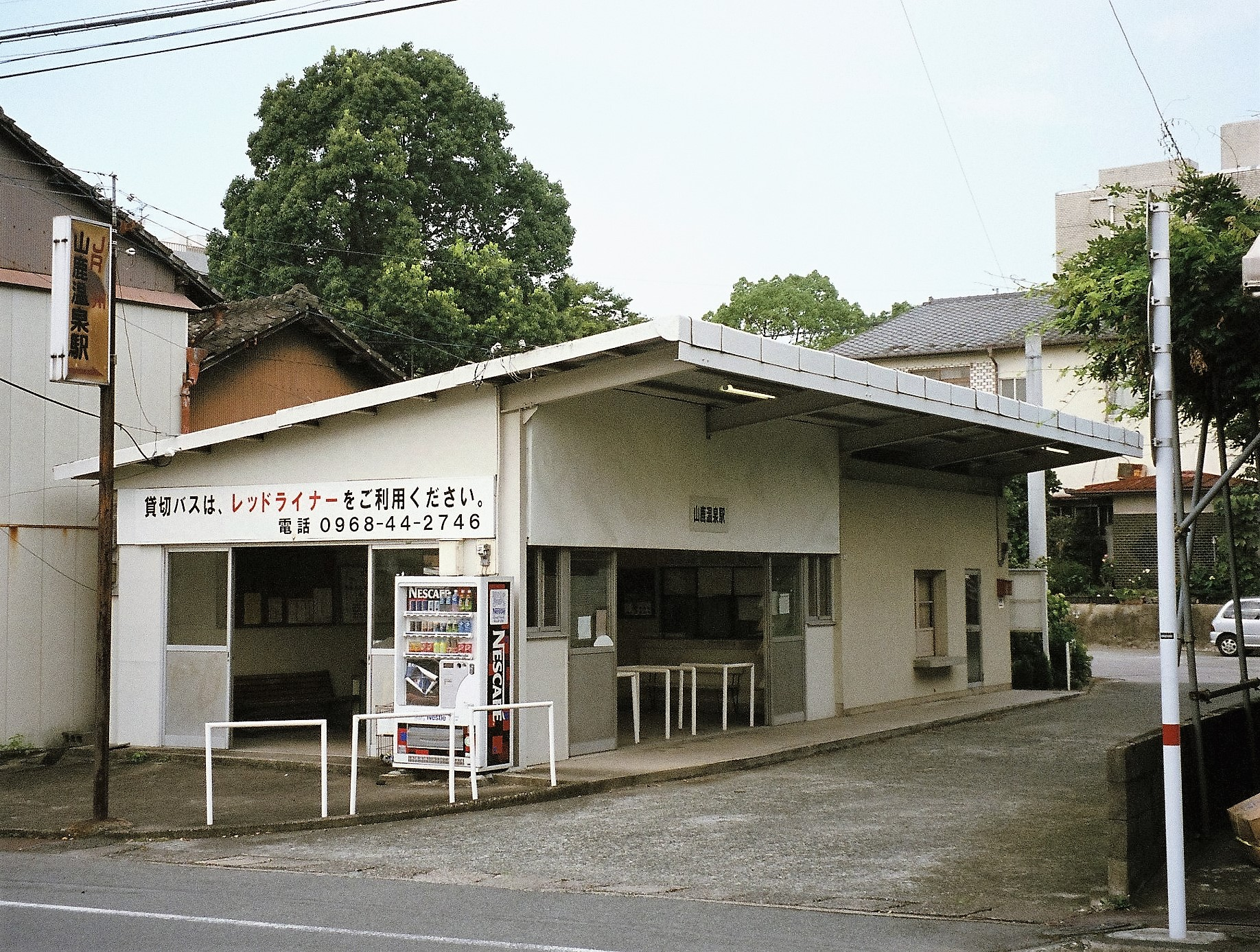
山鹿温泉駅（2004年8月撮影）

  - 菊池温泉口駅は、1980年代頃に熊本電気鉄道の菊池駅（菊池プラザ）へ路線を延長して乗り入れた際、同駅に移設された形となった。正式名称としては引き続き菊池温泉口駅であり、乗車券や、国鉄監修の時刻表などでは正式名称の「菊池温泉口」が用いられたものの、停留所の表記としては通称名の「菊池駅」が用いられ、九州地区発行の時刻表その他でもこれに合わせて「菊池駅」と記載されるケースがあった[2]。

## 廃止・転換後の運行体制

### 運行系統

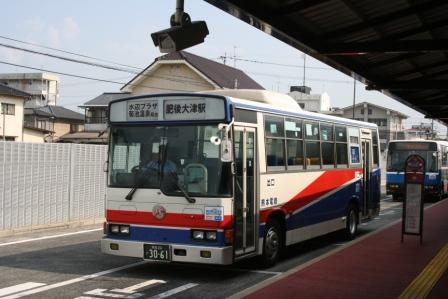
山鹿ー肥後大津間を引き継いだ熊本電鉄バス（2009年撮影）

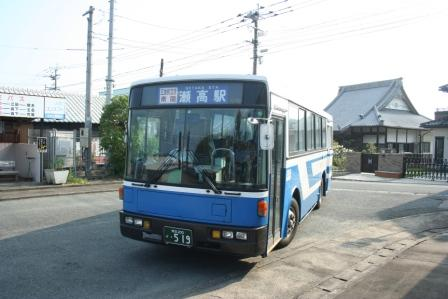
全線を引き継いだ産交バス・瀬高駅乗り入れ時代（2009年撮影）

基本的にジェイアール九州バス時代の運行系統を継承したが、既存の産交バス・熊本電鉄のバス停と重複している箇所は統合が行われている。また、区間便は全廃され、南関付近及び梶屋橋付近、菊池付近、丙森付近の経路がジェイアール九州バス時代とは異なっている。ジェイアール九州バス時代は本線系統であった山鹿市内の日置経由便は全廃されている。
また、福岡県内区間についてはみやま市の補助金打ち切りにより、2009年10月1日に瀬高駅 - 南関上町間が廃止された。廃止区間のうち、みやま市内区間となる瀬高駅 - 真弓橋間はみやま市福祉バスが継承したが、これは利用対象を高齢者・障害者等に限定した無料のバスであった。福祉バスは2018年3月1日より有料コミュニティバス「くすっぴー号」へ移行したことにより誰でも利用できるようになった。また、2011年10月1日に熊本電鉄は撤退し、現在は産交バスが南関ターミナル - 山鹿バスの駅 - 肥後大津駅間で運行を続けている。
産交バスにおいては、くまモンのIC CARD・SUNQパス（北部九州版・南部九州版・全九州版）・わくわく1dayパス（熊本県内版のみ）・クレジットカード等によるタッチ決済は全線で使用出来る。
- 南関～山鹿間
  - 南関ターミナル～三加和温泉～津田下（三加和町、現和水町）～山鹿バスセンター～山鹿市役所前 ※2021年10月1日より板楠・平山温泉経由と路線統合が行われ、津田下～山鹿バスセンター間で経路変更(平山温泉経由)が実施された。
- 山鹿～肥後大津間（大津線）
  - 山鹿バスセンター～鹿本高校入口～鹿本商工前～来民中町（山鹿市鹿本町）～水辺プラザ前～菊池プラザ～菊池温泉～伊坂（菊池市旭志）～翔陽高校前～肥後大津駅
- 瀬高〜真弓橋間（みやま市コミュニティバス「くすっぴー号」 山川瀬高線）
  - （市立図書館） - 瀬高駅 - 道の駅みやま（一部通過） - みやま・柳川インター - 市役所山川支所 - 山川げんきかん - 真弓橋 - （真弓公民館）

真弓橋 - 南関の県境区間は路線が廃止されたままである。

### 車両
産交バス
山鹿営業所（全線）と大津営業所（山鹿～大津）の中型車が基本的に使用され、中にはマイクロバス（日野・リエッセ）も使用されている。
熊本電鉄バス（撤退）
方向幕LED化された中型車が運用されていた。既存の中型車の他、前述のジェイアール九州バスの移籍車、ノンステップバスの新車が使用された。

## 沿革
- 1935年8月21日 省営自動車山鹿線肥後大津・南関間開業[5]。

【新設停車場】大津中町、松古閑、平真城口、水迫、猿渡、杉水、肥後小林、小ヶ原、出分、伊坂、丙森、肥後妙見、乙森、赤星、北宮、隈府（菊池電気軌道線既設）、野間口、水次、肥後岡田、肥後辺田、中富、石淵、原部、来民町、肥後日置、方保田、肥後古閑、山鹿（鹿本鉄道線既設）、山鹿東前、肥後金塚、鍋田、肥後川辺、梅迫口、肥後岩下、年ノ神前、津田下、下大田黒、小次郎丸、肥後梶原、櫨取、肥猪町、肥後大原、八貫水、南関追分、南関迎町、南関中町
- 1939年5月1日 停車場廃止及び新設並びに改称（南関・南関宮前間延伸）

【停車場廃止】南関
【停車場改称】南関中町→南関
【新設停車場】南関宮前
- 1941年12月1日 九州肥筑鉄道廃止に伴い、矢部川・南関宮前間延伸[6]。（全線開通）

【新設停車場】築廻、松延、大根川、野町赤坂、野町、筑後原町、待居川、三峯、北関、真弓橋、湯谷口、外目
- 1949年6月1日 日本国有鉄道発足に伴い国鉄山鹿自動車営業所となる。
- 1959年11月 菊池温泉乗り入れ
- 1961年 佐俣線の運行を担当していた宇土自動車営業所を山鹿自動車営業所に統合し、宇土支所とする。
- 1969年12月20日 佐俣線全線廃止に伴い、宇土支所を廃止。
- 1978年12月15日 ワンマン化される。
- 1987年4月1日 国鉄分割民営化に伴い、九州旅客鉄道山鹿自動車営業所となる。
- 1990年3月31日 山鹿温泉～熊本空港間運行開始（九州産業交通との共同運行 1995年廃止）。
- 2001年2月5日 九州旅客鉄道が自動車事業部を分社化、ジェイアール九州バス設立。
- 2001年7月1日 ジェイアール九州バス株式会社に営業譲渡。同社山鹿支店となる。
- 2005年8月21日 開業70周年を迎える。
- 2006年2月28日 利用客の減少により路線廃止・山鹿支店閉鎖。
- 2006年3月1日 瀬高～山鹿温泉間は産交バスに、山鹿温泉～肥後大津間は産交バスと熊本電気鉄道に移管され、運行開始。
- 2009年10月1日　瀬高～南関上町間（福岡県内区間）廃止。
- 2011年10月1日　熊本電鉄バスが撤退。産交バスのみの運行になる。経路変更（南関ターミナル - 南関上町間短縮、山鹿 - 大津間系統整理・日置経由廃止）。
- 2018年3月1日　廃止された福岡県みやま市内区間が福祉バスからコミュニティバス「くすっぴー号」に移行[4]。
- 2021年10月1日　板楠・平山温泉経由と路線統合が行われ、津田下～山鹿バスセンター間で経路変更(平山温泉を経由する)が実施された。これに伴い、津田下ー鍋田ー西上町間が廃止された。